# Atanasz Pasev
Atanasz Pasev (bolgárul: Атанас Пашев, Pazardzsik, 1963. november 21. – ) bolgár válogatott labdarúgó.

## Pályafutása

### Klubcsapatban
Pályafutását 1980-ban a Hebar Pazardzsik csapatában kezdte. 1982 és 1989 között a Botev Plovdiv játékosa volt. Az 1985–86-os szezonban a bolgár bajnokság legeredményesebb játékosa volt 30 találattal. 1989-től 1991-ig Izraelben játszott, ahol a Bétár Jerusálajim és a Hapóél Ramat Gan együttesében szerepelt. 1991-ben hazatért a Hebar Pazardzsik csapatához, ahol egy évet töltött. 1992 és 1993 között a Marica Plovdiv labdarúgója volt. 1993-ban Malajziában a Kuala Lumpur játékosa volt. Később játszott még a Boriszlav, a Lokomotiv Plovdiv és a Belana Belovo csapatában.

### A válogatottban
1984 és 1987 között 15 alkalommal szerepelt a bolgár válogatottban és 2 gólt szerzett. Részt vett az 1986-os világbajnokságon.

## Sikerei, díjai
Botev Plovdiv
- A bolgár bajnokság gólkirálya (1): 1985–86 (30 gól)